# Joppidium simile
Joppidium simile är en stekelart som beskrevs av Dmitriy R. Kasparyan och Ruiz-cancino 2005. Joppidium simile ingår i släktet Joppidium och familjen brokparasitsteklar. Inga underarter finns listade i Catalogue of Life.